# XZN
XZN, veeltand, multi-torx of spline is een bout met een stervormig inwendig profiel. Het XZN-profiel lijkt op dat van een torx, maar heeft twaalf in plaats van zes punten. Het profiel bestaat niet uit twee zeshoeken, maar uit drie vierkanten, vandaar de Engelse benaming triple square. De tanden hebben dan ook een hoek van 90° in plaats van 120°, waardoor een inbussleutel niet kan worden gebruikt zonder de vertanding te beschadigen. Door het grote aantal tanden kan een groot aandraaimoment worden overgebracht. Een nadeel is de fijne vertanding en de conische doorsnede. Wanneer vuil zich ophoopt en de speciale XZN-sleutel niet diep genoeg in de bout wordt geduwd, kan de vertanding gemakkelijk afslijten.
De schroeven worden vaak gebruikt in de auto-industrie, bijvoorbeeld om cilinderkoppen vast te zetten in Duitse automerken zoals Mercedes en BMW. Ook de aandrijfassen van oude Porsches en Volkswagens en bij een Ford Taunus12m. In 1963 werden de voordraagarmen met deze schroeven vastgezet. 
Het XZN-profiel is beschikbaar in L-sleutels, bits en dopsleutels. Het meest gangbaar zijn de metrische maten 4, 5, 6, 8, 10, 12, 14, 16 en 18. Enkele producenten hanteren afwijkende maten om het gebruik van speciaal gereedschap noodzakelijk te maken.